# 출애굽

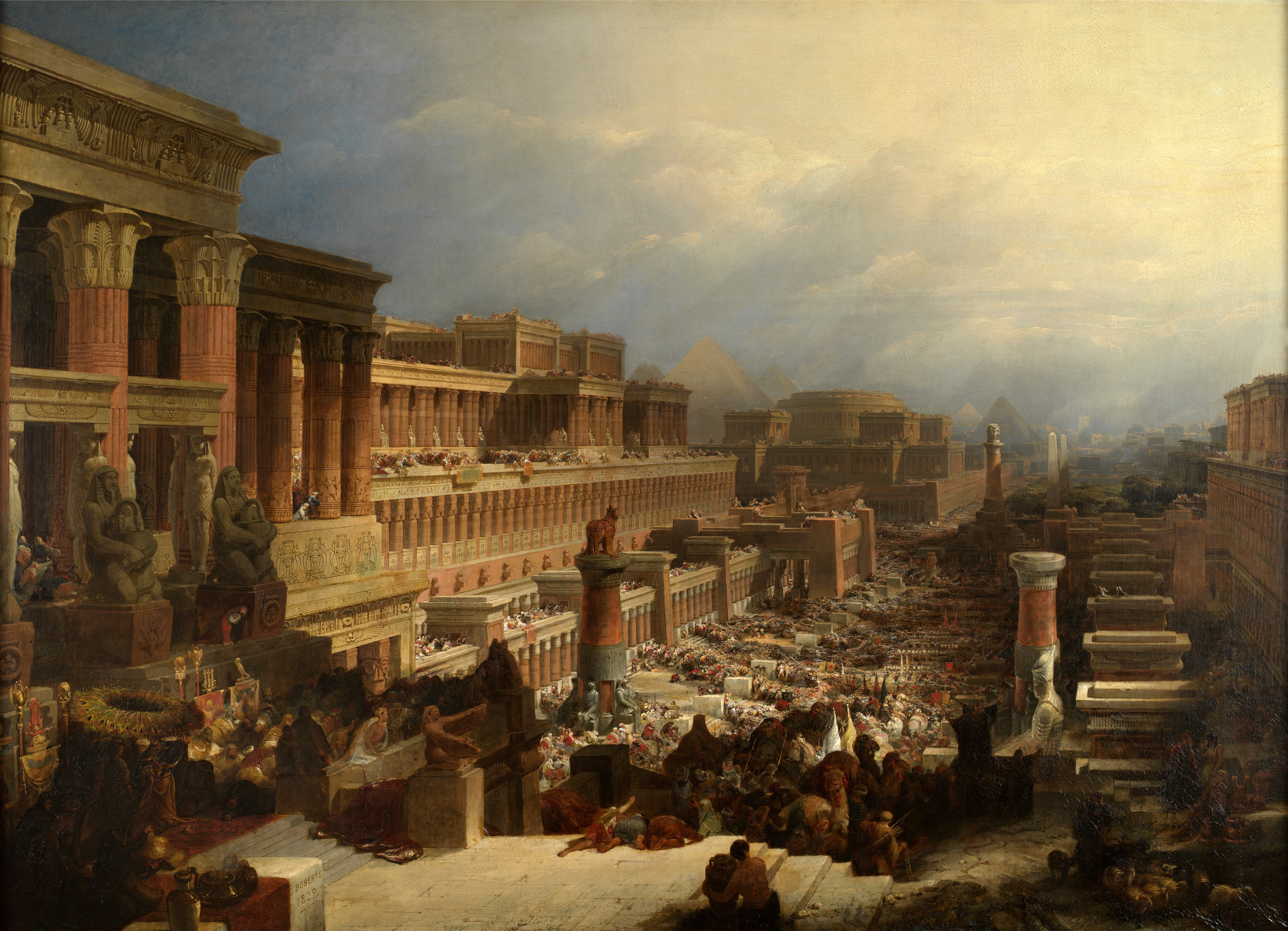
이스라엘 백성의 출발. (데이빗 로버츠, 1829년)

출애굽(히브리어: יציאת מצרים Yəṣīʾat Mīṣrayīm)은 이스라엘 민족의 건국 신화로, 모세오경의 다섯 책 중 네 권(출애굽기, 레위기, 민수기, 신명기)에 걸쳐 기록되어 있다. 출애굽 서사는 이스라엘 백성이 이집트에서 노예 생활을 하다가 모세의 지도 아래 홍해를 건너 약속의 땅으로 향하는 역사이다.
현대의 역사학자들 중 대다수는, 모세오경이 이스라엘 민족의 기원에 대해 사실적이고 정확한 설명을 제공하지 않는다고 본다. 그대신 이스라엘 문화는 후기 청동기 시대 붕괴 무렵인 기원전 2천년 후반에 가나안의 토착 문화에서 자생적으로 형성된 것으로 본다. 출애굽기의 일부 요소가 역사적 근거를 가진다는 점에는 동의하나, 이집트를 탈출한 일부 그룹의 기억이 반영된 것으로 보며 이는 모세오경에 서술된 이야기와는 큰 차이가 있다고 본다. 또한, 모세오경이 집대성된 것은 아케메네스 제국 시기(기원전 5세기)로 보는 것이 일반적이지만, 출애굽에 대한 이야기는 기원전 8세기 예언자들인 아모스와 호세아 같은 인물들에 의해서도 이루어졌으므로 일부 요소는 더 오래된 것으로 여겨진다.
출애굽은 유대교에서 매우 중요하게 여기는 신화이다. 유대교의 일상 기도문을 통해 출애굽 이야기가 매일 회자되며, 유월절과 같은 명절에서도 기념된다. 초기 기독교인들은 출애굽을 예수의 부활과 구원의 예표로 보았다. 또한, 출애굽 이슬람에서도 모세의 삶을 광범위하게 다룬 이야기의 일부로 꾸란에 언급된다. 이 이야기는 종교 박해를 피해 유럽에서 떠나온 초기 미국 정착민들, 그리고 자유와 시민권을 위해 싸운 아프리카계 미국인들 같은 집단들에게도 큰 울림을 주었다.

## 성경에서
출애굽기는 이스라엘 백성의 노예 생활, 10가지 재앙, 이스라엘 백성의 이집트 탈출, 시나이산에서의 계시, 그리고 가나안 국경까지의 광야 방황을 이야기한다. 이스라엘 백성이 그들의 신 야훼에 의해 노예에서 해방되었으며, 언약에 의해 그에게 속하게 되었다는 것이다.

### 서사

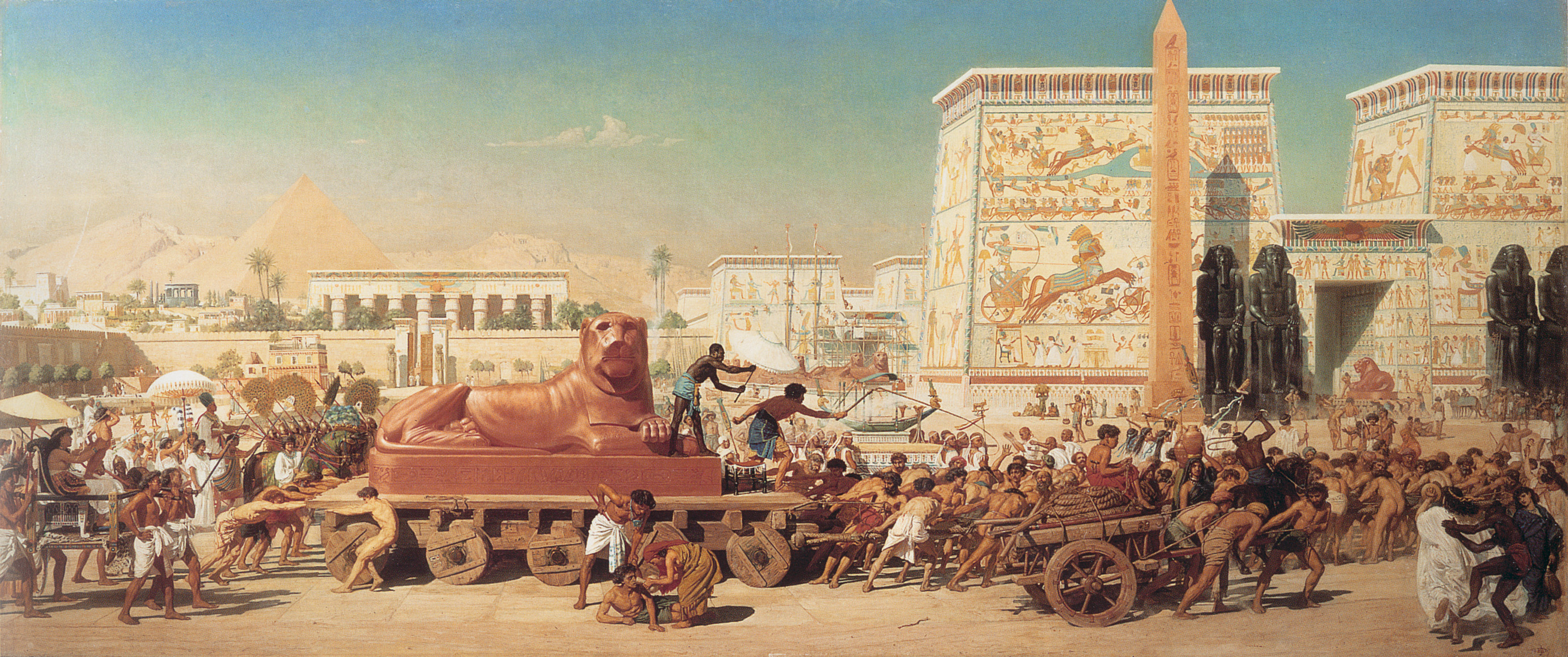
이집트의 이스라엘인 (에드워드 포인터. 1867)

이스라엘의 이집트 탈출 이야기는 출애굽기의 전반부에서 다뤄지는데, 출애굽기의 나머지 절반은 광야에서의 첫 해를 서술한다. 그 이후에는 레위기, 민수기, 신명기에서의 39년간의 이야기가 이어진다. 모세오경의 첫 책인 창세기에서는 출애굽기에 앞서 야곱의 후손이 이집트에 정착한 배경을 기술한다. 여기서 이스라엘 백성은 기근 동안 요셉의 보호 아래 고센 땅에 정착하게 되었다고 기록되어 있다. 창세기에 따르면, 요셉은 이집트의 파라오 궁정에서 높은 관직을 맡은 이스라엘인이었다. 출애굽기는 요셉의 죽음과 "요셉을 알지 못하는" 새로운 파라오의 등장을 서술하며 시작된다.
새로운 파라오는 이스라엘 백성의 수가 많아지자 반란을 걱정하여 그들을 노예로 삼고, 비돔과 라암셋이라는 두 국고성, 곧 '저장 도시'를 건설하도록 명령한다. 또한 모든 히브리 남자 아이들을 태어나자마자 죽이도록 명령한다. 그러나 한 히브리 아이는 구출되어 나일강에 떠 있는 바구니에 버려지게 되고, 파라오의 딸이 그를 발견하여 모세라는 이름을 붙여 입양한다. 모세가 성장한 후, 그는 한 이집트인이 히브리 노예를 때리는 것을 보고 그를 죽이고 미디안 땅으로 도망쳐 제사장 이드로의 딸 십보라와 결혼한다. 한편, 옛 파라오가 죽고 새로운 파라오가 왕위에 오른다.
에스겔서 20:8-9에 따르면, 이스라엘 백성은 이집트의 신들을 숭배하는 "가증한 행위"를 했고, 이에 야훼는 그들을 멸하려 했으나 자신의 이름이 모욕당하지 않게 하려고 이를 철회했다.
이후 모세는 호렙산에서 야훼를 만나 불타는 떨기나무 속에서 그의 음성을 듣고, 이스라엘 백성을 해방시켜 약속의 땅 가나안으로 데려가라는 명령을 받는다. 야훼는 또한 모세의 형 아론에게도 말하였으며, 그들은 이스라엘 백성에게 야훼의 약속을 믿게 하려고 기적을 행한다. 모세와 아론은 파라오에게 가서 이스라엘 백성이 광야에서 종교행사를 열 수 있도록 보내달라고 요청하지만, 파라오는 이를 거부하고 그들의 노동량을 증가시킨다. 모세와 아론이 다시 파라오에게 가서 이스라엘 백성을 풀어달라고 요청하자, 파라오는 모세에게 기적을 보여달라고 요구하고, 아론이 모세의 지팡이를 던지자 그것이 뱀으로 변한다. 그러나 파라오의 마술사들도 같은 기적을 행할 수 있었으나 모세의 뱀이 다른 뱀들을 삼킨다. 파라오는 여전히 이스라엘 백성을 풀어주지 않는다.

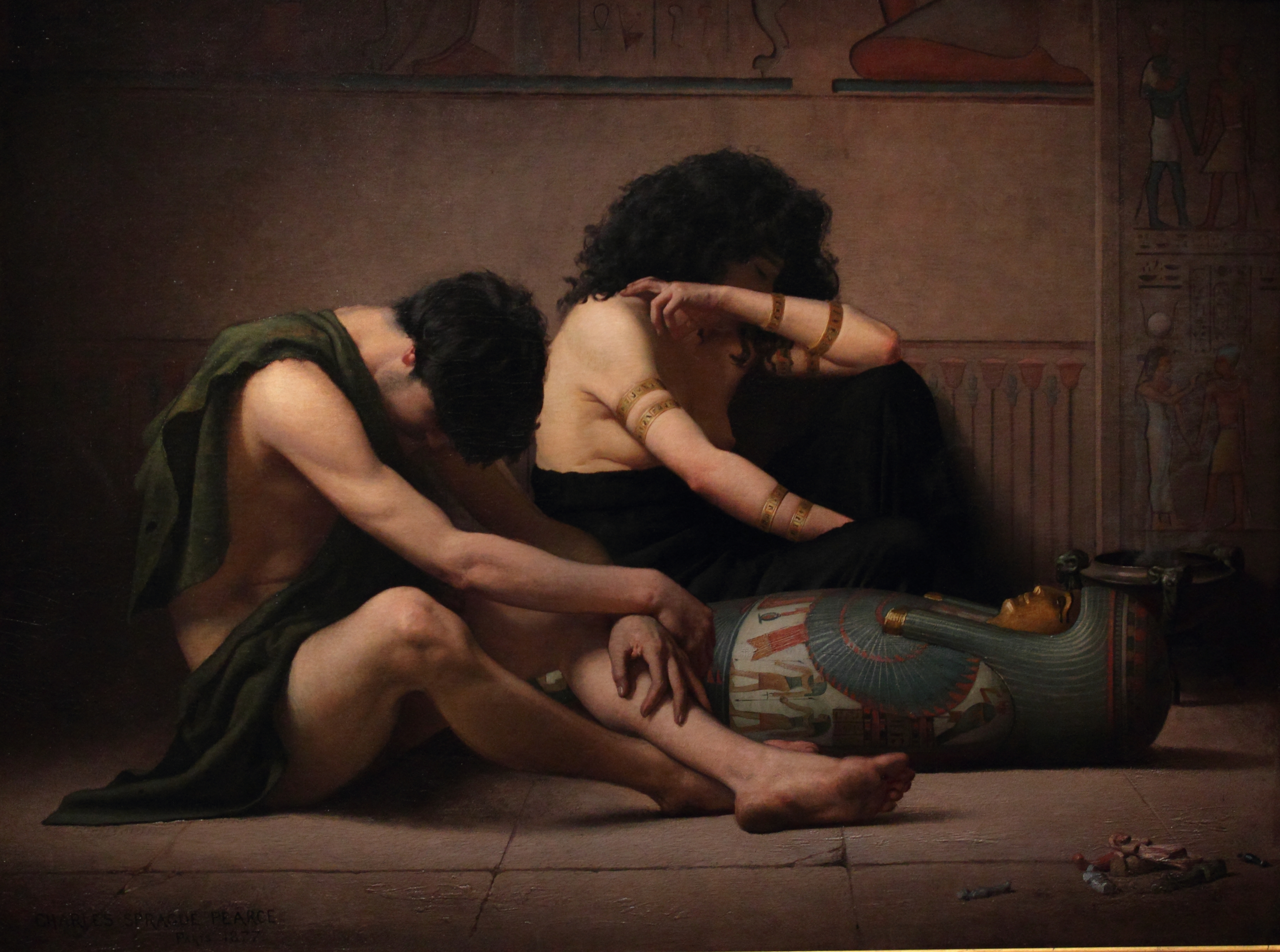
장자의 죽음을 슬퍼하는 이집트인들. (찰스 스프라그 피어스, 1877)

이후 야훼는 이집트에 여러 가지 재앙을 내린다. 처음에는 나일강을 피로 변하게 하고 개구리 재앙을 내리는데, 파라오의 마술사들도 이를 따라할 수 있었다. 하지만 이후 벌레 재앙부터는 따라할 수 없었다. 각 재앙마다 파라오는 이스라엘 백성을 풀어주겠다고 약속하지만, 재앙이 지나가면 번복한다.
모세는 아빕월을 히브리 달력의 첫 달로 고정하라는 명령을 받는다. 그는 이스라엘 백성에게 10일째 되는 날에 어린 양을 잡고, 14일째 되는 날에 그 피를 문설주와 상인방에 바르고, 그날 밤 유월절 만찬을 지키라고 지시한다. 마지막 재앙에서는 야훼가 천사를 보내 모든 집의 첫째 아들과 가축의 첫 새끼를 죽이지만, 문설주에 피가 묻어 있는 집은 재앙을 피한다. 야훼는 이 사건을 "영원한 규례"로 기념하라고 명령한다.
마침내 파라오는 자신의 첫째 아들이 죽자 이스라엘 백성을 쫓아낸다. 야훼는 구름 기둥과 불기둥으로 이스라엘 백성을 인도한다. 그러나 파라오는 마음을 바꾸고 이스라엘 백성을 추격한다. 모세는 그의 지팡이로 홍해를 갈라 이스라엘 백성이 마른 땅을 건너도록 하지만, 추격하던 이집트 군대는 홍해에 잠겨 모두 죽게 된다.

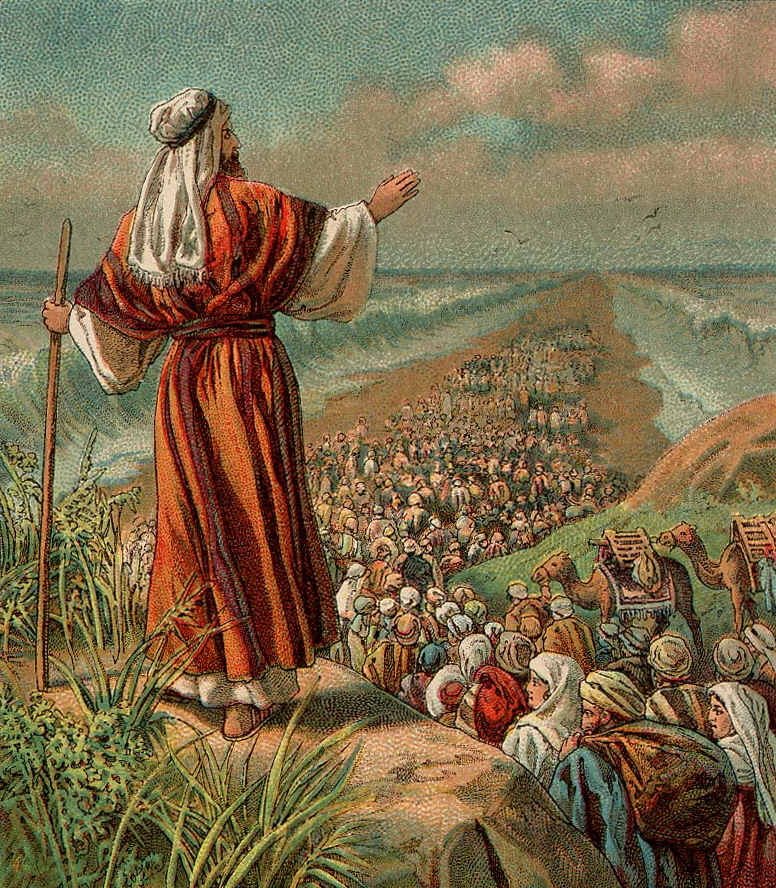
모세와 홍해. 1907년 삽

이스라엘 백성은 불평을 시작하고, 야훼는 그들에게 물과 음식, 그리고 만나를 내려주며 그들을 기적으로 먹인다. 아말렉이 르비딤에서 공격하나 패배한다. 모세의 장인 이드로는 그에게 이스라엘 부족을 다스릴 재판관을 세우도록 조언한다. 이스라엘 백성은 시내광야에 도착하고, 야훼는 모세를 시내산으로 부르며 그의 백성에게 십계명과 모세 언약을 수여한다. 이스라엘 백성은 야훼의 율법을 지켜야 하며, 야훼는 그들에게 가나안 땅을 약속한다.
야훼는 아론의 제사장 직분과 예배에 관한 자세한 규칙들을 수립한다. 그러나 모세가 부재 중일 때, 이스라엘 백성은 금송아지를 만들어 야훼를 거역한다. 야훼는 이스라엘 백성 중 삼천 명을 죽이고 그들에게 재앙을 내린다. 이스라엘 백성은 언약을 다시 수용하고, 야훼를 위한 성막을 짓고 그들의 율법을 받는다. 야훼는 모세에게 이스라엘 백성의 인구 조사를 명령하고, 레위 지파의 임무를 정한다. 그 후 이스라엘 백성은 시내산에서 출발한다.
야훼는 모세에게 가나안 땅을 정탐할 열두 정탐꾼을 보내라고 명령한다. 정탐꾼들은 가나안의 주민들이 강력하다는 것을 발견하고, 이스라엘 백성이 침략을 시도하지 않도록 겁을 주기 위해 가나안에 거인들이 산다고 거짓 보고를 한다. 이스라엘 백성은 가나안으로 가기를 거부하고, 이에 야훼는 이집트를 떠난 세대가 모두 죽기 전까지는 이스라엘 백성이 가나안 땅에 들어갈 수 없다고 선언한다. 이스라엘 백성은 광야에서 40년을 머물러야 하며, 정탐꾼들 중 의로운 여호수아와 갈렙을 제외한 모든 정탐꾼은 전염병으로 죽게 된다. 이스할의 아들 고라가 이끄는 이스라엘 백성 중 일부가 모세에게 반란을 일으키지만, 야훼는 땅을 열어 그들을 산 채로 스올로 보내버린다.
이스라엘 백성은 가데스 바네아의 오아시스에 도착하고, 그곳에서 미리암이 죽는다. 그들은 19년 동안 그곳에 머문다. 물이 필요할 때 야훼는 모세에게 바위에 대고 말하라고 하지만, 모세는 지팡이로 바위를 치고 만다. 이로 인해 야훼는 모세가 약속의 땅에 들어가는 것을 금지한다. 모세는 에돔 왕에게 가나안으로 가는 길을 통과하게 해 달라고 요청하지만, 왕은 이를 거부한다. 이스라엘 백성은 호르산으로 가고, 그곳에서 아론이 죽는다. 이스라엘 백성은 에돔을 우회하려 하지만, 물과 음식이 부족한 상황에 불만을 토로하자 야훼는 그들에게 불뱀 전염병을 내린다.
모세가 야훼에게 구원을 간청하자, 야훼는 그에게 놋뱀을 만들어서 이스라엘 백성이 그것을 보면 치유되게 한다. 이스라엘 백성은 곧 다른 왕국들과 충돌하게 되고, 모압의 왕 발락은 예언자 발람에게 이스라엘 백성을 저주하라고 요구하지만, 발람은 그들을 축복한다. 이스라엘 백성 중 일부는 모압 여자들과 성관계를 맺고 그들의 신을 숭배하기 시작하자, 야훼는 모세에게 우상 숭배자들을 처형하라고 명령하고 또다시 전염병을 내린다. 비느하스가 한 이스라엘 남자와 미디안 여자와 성관계를 맺고 있는 것을 보고 그들을 처형함으로써 야훼의 분노를 잠재운다. 야훼는 이스라엘 백성에게 미디안 사람들을 멸망시키라고 명령하고, 모세와 비느하스는 또다시 인구 조사를 시행한다. 그들은 요르단강 동쪽의 옥과 시혼의 땅을 정복하여, 가드 지파, 르우벤 지파, 그리고 므나쎄 지파의 절반이 그곳에 정착하게 되었다.
모세는 요르단강 기슭에서 이스라엘 백성에게 마지막으로 연설하며 그들의 여정을 회고하고 추가적인 율법을 전한다. 야훼는 모세에게 여호수아를 불러 가나안 정복의 지도자가 될 것을 명령한다. 야훼는 모세에게 느보 산에 올라가 약속의 땅을 바라보게 하고, 그곳에서 모세는 죽음을 맞이한다.

### 언약과 율법
출애굽 사건의 절정은 시내산에서 모세를 통해 야훼와 이스라엘 백성 간에 맺어진 언약이다. 야훼는 이스라엘 백성을 자신의 선택된 백성으로서 영원히 보호해 주겠다고 약속하며, 이스라엘 백성은 야훼의 법을 지키고 오직 그만을 숭배해야 한다. 언약은 여러 단계로 묘사된다. 출애굽기 24:3-8에서 이스라엘 백성은 모세가 읽어준 "언약의 책"을 따르겠다고 동의한다. 이후, 야훼는 "언약의 말씀", 즉 십계명을 돌판에 새긴다. 마지막으로, 모세는 모압에서 가나안 땅으로 들어가기에 앞서 야훼가 시내에서 맺은 언약 외에 "새로운 언약"을 밝힌다. 율법은 여러 조상으로 나뉘어 제시되는데, 각각 다음과 같다.
- 십계명(도덕법): 출애굽기 20장 및 신명기 5장
- 언약의 책: 출애굽기 20:22-23:3
- 십계명(의식법): 출애굽기 34장
- 레위기 1-6장 및 민수기 1-10장의 의식법
- 거룩에 관한 규정: 레위기 17-26장
- 신명기적 법률: 신명기 12-26장

## 같이 보기
- 여호수아기